# Knowing
Knowing (Brasil: Presságio / Portugal: Sinais do Futuro) é um filme britano-estadunidense de 2009, dos gêneros suspense e ficção científica, dirigido e co-produzido por Alex Proyas e estrelado por Nicolas Cage. O filme centra-se na descoberta de um estranho papel cheio de números e na possibilidade de estes, de alguma forma, preverem os detalhes de vários desastres históricos ao longo de cinquenta anos, que culminariam num apocalipse.
O filme, concebido e co-escrito por Ryne Douglas Pearson, foi originalmente planejado por vários diretores da Columbia Pictures, mas teve seu roteiro posteriormente adquirido pela produtora Escape Artists; a produção foi apoiada financeiramente pela Summit Entertainment. Knowing foi filmado no Docklands Studios Melbourne, Austrália, usando vários locais para representar o cenário do filme ambientado em Boston.
Lançado em 20 de março de 2009 nos Estados Unidos, Knowing arrecadou US$ 186,5 milhões de bilheteria mundial contra um orçamento de produção estimado em US$ 50 milhões. Recebeu críticas mistas, com elogios às atuações, estilo visual e atmosfera, mas contestações sobre algumas implausibilidades e o final.

## Enredo
Em 1959, uma escola primária de Lexington, Massachusetts, celebra a sua inauguração com um concurso em que os alunos desenham o que acreditam que acontecerá no futuro. Todas as crianças criam trabalhos visuais, com exceção da pequena Lucinda Embry; guiada por estranhas vozes sussurrantes, Lucinda preenche seu papel com uma série de números. Antes que Lucinda possa escrever os números finais, o tempo dado para a realização da tarefa pela professora acaba e ela recolhe os desenhos dos alunos. No dia seguinte, Lucinda escreve com as unhas os números restantes na porta de um armário da escola. Os desenhos ficam armazenados em uma cápsula do tempo, que será enterrada na frente da escola para ser reaberta cinquenta anos depois. Em 2009, a cápsula é desenterrada e seus desenhos são entregues para os atuais alunos; o papel de Lucinda é entregue a Caleb Koestler, um menino de nove anos de idade, filho do viúvo professor de astrofísica do Instituto de Tecnologia de Massachusetts, o MIT, John Koestler.
Após saber da existência do papel e analisar os algarismos escritos nele, John descobre que os números de Lucinda são datas, número de mortos e coordenadas geográficas de grandes desastres que ocorreram nas últimas cinco décadas como o Atentado de Oklahoma City, os Ataques de 11 de setembro de 2001 e o Furacão Katrina, bem como mais três eventos que ainda não aconteceram. Nos dias seguintes, John testemunha pessoalmente dois dos três eventos finais: um acidente de avião e um descarrilamento em uma linha do Metrô de Nova York causado por um desvio defeituoso. John se convence de que sua família tem um papel significativo nesses incidentes: sua esposa morreu em um dos eventos anteriores, enquanto Caleb foi quem recebeu a mensagem de Lucinda. Ele também visita a agora idosa professora de Lucinda, a Sra. Taylor, que apesar de apresentar sinais de Alzheimer, conta sobre o arranhão na porta do armário na escola deixado por Lucinda. Enquanto isso, Caleb começa a ouvir as mesmas vozes sussurrantes que Lucinda recebia quando escreveu os números.

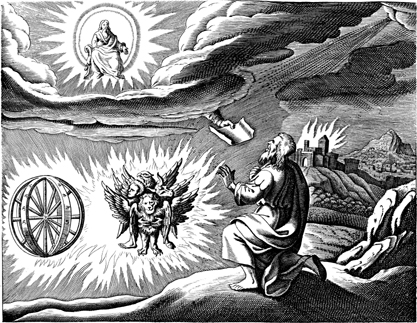
Cópia da gravura "Visão de Ezequiel" feita por Matthäus Merian, que John interpreta como um anúncio do fim do mundo.

John localiza a filha de Lucinda, Diana, e sua neta Abby para ajudar a prevenir o último evento. Diana fica desconfiada, mas acaba acompanhando John até a casa móvel abandonada de Lucinda onde encontram uma cópia da gravura "Visão de Ezequiel", de Matthäus Merian, na qual um grande sol é representado; eles também descobrem que os dois dígitos finais da mensagem de Lucinda não são números, mas duas letras "E" invertidas, correspondendo à mensagem deixada por Lucinda debaixo de sua cama: "Everyone Else" ("Humanidade inteira"), implicando um evento final que originaria a extinção da humanidade. Diana conta a John que sua mãe sempre lhe disse a data em que morreria. Durante a investigação, Caleb e Abby, que ficaram aguardando no carro, se encontram com os seres que "sussurram" para eles, mas são interrompidos pelos seus pais, originando uma perseguição de John pelos seres; ele chega a alcançar um deles, mas sua vista é embaçada quando o ser emite uma forte luz de sua boca, fazendo com que os seres escapem.
No dia seguinte, John avista Abby colorindo o sol na gravura de Merian, o que lhe dá um mal pressentimento. Ele corre para o observatório do MIT e descobre que uma enorme erupção solar com potencial para destruir toda a vida na Terra atingirá o planeta justamente na última data indicada pela carta de Lucinda. Enquanto Diana e Abby se preparam para se refugiar em cavernas próximas, John vai até a escola e encontra a porta onde Lucinda gravou os números finais; ele os identifica como coordenadas de um lugar onde acredita que possam encontrar a salvação da explosão solar. No entanto, a cética e histérica Diana coloca Caleb e Abby em seu carro e foge para as cavernas, deixando John para trás.
Em um posto de gasolina, os seres sussurrantes reaparecem e roubam o carro de Diana com Caleb e Abby dentro; Diana os persegue em alta velocidade roubando um outro veículo parado no posto, mas morre após colidir com um caminhão em um cruzamento, marcando exatamente a data prevista de sua morte por sua mãe. Os seres levam Caleb e Abby para a casa móvel de Lucinda, onde John os encontra logo em seguida. Caleb informa a seu pai que os seres, agindo como anjos extraterrestres, estão conduzindo as crianças para um local seguro em "arcas interestelares"; John é informado de que não pode ir com eles porque nunca ouviu os sussurros (a qual Caleb diz a John que ele não foi "escolhido"), então ele convence Caleb a ir embora com Abby junto com os seres, acompanhados de dois coelhos de estimação que encontraram. Ambos são transportados pelos seres, e a arca, junto com muitas outras vindas de vários lugares do planeta, sai da Terra.
Na manhã seguinte, John decide ficar com sua família quando as erupções solares ocorrem e dirige pela caótica Boston até a casa de seus pais, onde se reconcilia com seu pai distante. A explosão solar então ocorre, destruindo toda a vida na Terra, enquanto John abraça seus entes. Enquanto isso, a arca desembarca Caleb e Abby em outro mundo semelhante a um paraíso terrestre e parte dali, assim como as outras arcas; as crianças correm por um campo em direção a uma grande árvore branca e misteriosa que lembra a árvore da vida.

## Elenco
- Nicolas Cage...Professor Jonathan "John" Koestler
- Rose Byrne...Diana Wayland / Lucinda Embry adulta
- Chandler Canterbury...Caleb Koestler
- Lara Robinson...Lucinda Embry / Abby Wayland / Diana jovem
- Nadia Townsend...Grace Koestler
- Ben Mendelsohn...Professor Phil Beckman
- Alan Hopgood...Reverendo Koestler
- Adrienne Pickering...Allison Koestler
- Liam Hemsworth...Spencer
- D.G. Maloney, Joel Bow, Maximillian Paul e Karen Hadfield como "os seres estranhos"
- Danielle Carter...Senhora Taylor em 1959
- Alethea McGrath...Senhora Taylor em 2009

## Produção

### Desenvolvimento

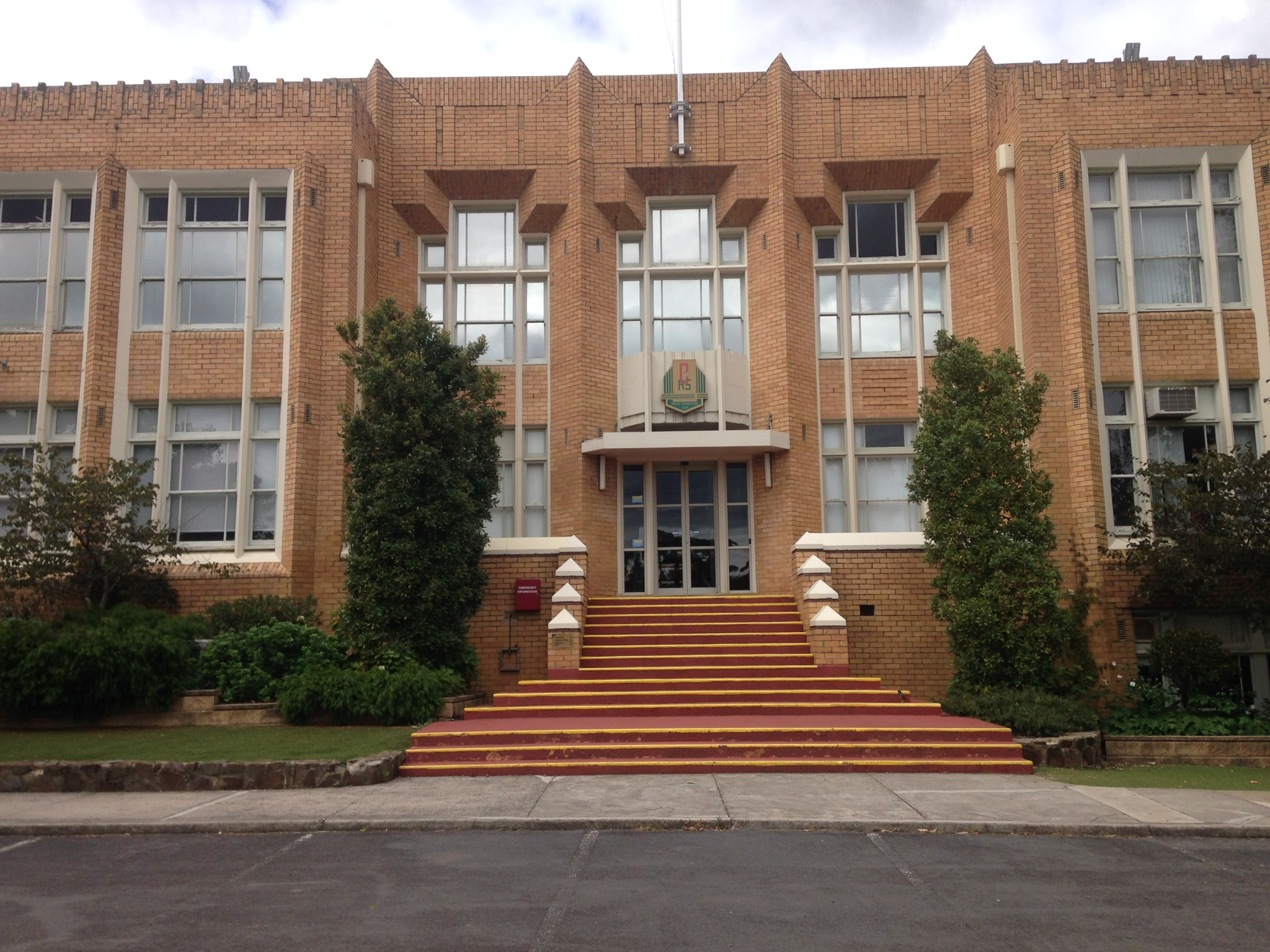
Fachada da Camberwell High School, uma escola secundária pública localizada em Canterbury, subúrbio de Melbourne, no estado australiano de Vitória, que foi usada como uma das locações do filme.

Em 2001, o romancista Ryne Douglas Pearson abordou os produtores Todd Black e Jason Blumenthal com sua ideia para um filme, onde uma cápsula do tempo da década de 1950 é aberta revelando profecias cumpridas, das quais a última terminava com "EE", que significaria "everyone else" ("todos os outros", numa tradução literal). Os produtores gostaram do conceito e compraram o roteiro. O projeto foi montado na Columbia Pictures. Rod Lurie e Richard Kelly foram contratados como diretores, mas o filme acabou sofrendo uma reviravolta de produção. O projeto foi escolhido pela produtora Escape Artists, com o roteiro sendo reescrito por Stiles White e Juliet Snowden. O diretor Alex Proyas foi contratado para dirigir o projeto em fevereiro de 2005. Proyas disse que o aspecto que mais o atraiu foi o "roteiro muito diferente" e a noção de pessoas vendo o futuro e "como ele [molda] suas vidas". A Summit Entertainment assumiu a responsabilidade de financiar e distribuir totalmente o filme. Proyas e Stuart Hazeldine reescreveram o rascunho para produção, que começou em 25 de março de 2008 em Melbourne, na Austrália. O diretor esperava fazer algo semelhante ao filme O Exorcista ao fundir "realismo com uma premissa fantástica".

### Filmagens
O filme se passa principalmente na cidade estadunidense de Lexington, com algumas cenas ambientadas nas cidades vizinhas de Cambridge e Boston. No entanto, foi filmado totalmente na Austrália, onde reside o diretor Proyas. As locações australianas incluíam o Anel Viário de Geelong, o Museu de Melbourne, uma residência no Monte Macedônia que serviu de cenário para todas as cenas de "casa e jardim" e a Collins Street. As filmagens também ocorreram na Camberwell High School, que foi convertida na fictícia William Dawes Elementary, localizada em Lexington no filme. Várias tomadas internas foram feitas no Síncrotron Australiano para representar um observatório. As filmagens também aconteceram no Observatório Haystack em Westford, Massachusetts. Além das locações práticas, as filmagens também aconteceram no Melbourne Central City Studios, em Docklands, Vitória.
O acidente de avião, que foi mostrado principalmente em uma longa tomada do filme, foi filmado em uma rodovia quase terminada nos arredores de Melbourne, misturando efeitos práticos e pedaços de um avião real com elementos gerados por computador. A chuva cenográfica levou ao uso de um novo gel para as chamas, para que o fogo não se apagasse, e de uma maquiagem semipermanente para que durassem nas longas horas de filmagem. A sequência de destruição da explosão solar se passa na cidade de Nova Iorque, mostrando locais famosos da cidade como o MetLife Building, a Times Square e o Empire State Building sendo destruídos à medida que a explosão se espalha pela superfície da Terra, destruindo tudo em seu caminho.
Proyas usou uma câmera digital Red One 4K. Ele procurou capturar uma aparência realista e corajosa do filme, com sua abordagem envolvendo uma cena contínua de dois minutos em que o personagem de Cage vê um acidente de avião e tenta resgatar passageiros. A cena foi uma tarefa árdua, levando dois dias para montar e dois dias para filmar. Proyas explicou o objetivo: “Fiz isso especificamente para não deixar que o artifício dos efeitos visuais e todos os cortes e outras coisas que podemos fazer atrapalhassem a emoção da cena”.

## Trilha sonora
A trilha do filme foi composta por Marco Beltrami, embora o longa também apresenta obras clássicas como a Sinfonia nº 7 de Beethoven que é tocada sem quaisquer efeitos sonoros de acompanhamento na cena final do desastre em Boston no filme. A trilha sonora foi disponibilizada no formato CD possuindo 22 faixas.

## Recepção

### Desempenho comercial
Knowing foi lançado em 3.332 cinemas nos Estados Unidos e Canadá em 20 de março de 2009 arrecadando US$ 24.604.751 em seu fim de semana de estreia, ficando em primeiro lugar nas bilheterias. De acordo com pesquisas, 63% do público tinha 25 anos ou mais e estava dividido igualmente entre os sexos. No fim de semana de 17 de março de 2009, Knowing ficou em primeiro lugar nas bilheterias internacionais, arrecadando US$ 9,8 milhões em 1.711 cinemas em dez mercados, incluindo um primeiro lugar com US$ 3,55 milhões no Reino Unido. O filme acabou arrecadando US$ 80 milhões nos Estados Unidos e Canadá e US$ 107 milhões em outros territórios, totalizando US$ 186,5 milhões em todo o mundo, além de US$ 27,7 milhões com vendas de vídeos caseiros, contra um orçamento de produção de US$ 50 milhões.

### Resposta da crítica
O agregador de resenhas Rotten Tomatoes dá ao filme uma taxa de aprovação de 34% com base em uma amostra de 184 críticos, recebendo ainda uma avaliação média de 4,80/10; o consenso do site diz: "Knowing tem algumas ideias interessantes e algumas cenas boas, mas é prejudicado por seu enredo absurdo e seriedade excessiva". O Metacritic dá ao filme uma pontuação 41/100 com base em 27 críticas, indicando "críticas mistas ou médias".
A. O. Scott, crítico de cinema do jornal The New York Times, deu uma crítica negativa ao filme e escreveu: "Se sua intenção é fazer um thriller de terror taciturno e assustadoramente alegórico, provavelmente não é um bom sinal quando espetáculos de morte em massa e sugestões de destruição planetária são utilizados. [...] As arrastadas e cambaleantes duas horas de Knowing farão você ansiar pelo fim do mundo, mesmo que você se preocupe com a possibilidade de não haver tempo para que todas as suas perguntas sejam respondidas". Para o San Francisco Chronicle, Peter Hartlaub chamou o filme de "uma emoção para os fãs de Proyas" e "um esforço surpreendentemente confuso"; ele achou a atuação de Nicolas Cage "quase ridícula, em parte por causa de um roteiro que lhe dá pouco o que fazer a não ser surtar ou agir deprimido".
Escrevendo para o The Washington Post, Michael O'Sullivan achou o filme "assustador, pelo menos durante os primeiros dois terços ou mais, de uma forma moderadamente satisfatória, embora previsível... Mas o canto narrativo em que este filme pinta em si mesmo é ao mesmo tempo brilhante e emocionante. Muito antes de o filme se aproximar de sua conclusão sombria e estúpida, eu me vi sabendo - mas dificilmente capaz de acreditar - o que estava prestes a acontecer". Betsy Sharkey, do Los Angeles Times, achou que o filme era "temperamental e às vezes ideologicamente provocativo" e acrescentou: "Knowing tem seus momentos sombrios - e com isso quero dizer o tipo de linhas de diálogo que induzem ao constrangimento (ou ao riso) que assombraram filmes de desastre ao longo dos tempos... As imagens são tão visualmente impressionantes que assistir ao avião caindo ou o trem de metrô descarrilhando se torna mais hipnotizante do que horrível".
O crítico Roger Ebert, em resenha para o Chicago Sun-Times, ficou mais satisfeito com o filme, classificando-o com quatro estrelas de quatro em sua crítica, argumentando: "Knowing está entre os melhores filmes de ficção científica que já vi - assustador, cheio de suspense, inteligente e, quando necessário, bastante incrível"; ele concluiu: "com uma narrativa experiente e confiante, Proyas reúne eventos que mantêm a tensão em alto nível durante todo o filme [...]". Ebert mais tarde listou Knowing como o sexto melhor filme de 2009.
Peter Bradshaw, do jornal britânico The Guardian, sugeriu que Knowing foi salvo pelo final, concluindo que "o filme se mantém firme em suas armas apocalípticas com um final espetacular e totalmente inesperado". A crítica de Philip French no The Observer sugeriu que a premissa era "um intrigante apocalipse de um filme B, envolvendo determinismo versus material de livre-arbítrio" e que o final tem algo a mostrar para todos: "Alguns escolhidos aparentemente serão varridos pelos anjos para um lugar melhor. Se você é um fundamentalista cristão que acredita que o Armagedom está próximo, você receberá um abraço familiar e acordará para ser saudado por São Pedro nos Portões Perolados. Por outro lado, os darwinistas ficarão satisfeitos em ver Gaia e seus opostos estelares atingirem uma humanidade despreocupada". Richard von Busack, da Metroactive, zombou da notável semelhança entre o filme e o romance de Arthur C. Clarke, Childhood's End de 1953.
O filme foi indicado na categoria "Melhor Efeito Visual Individual do Ano" pela sequência do acidente de avião durante a oitava cerimônia do Visual Effects Society Awards.

## Lançamento em outras mídias

### Home video
Knowing foi lançado em DVD em 7 de julho de 2009, estreando nos Estados Unidos em primeiro lugar na semana ao vender 773.000 unidades do disco gerando US$ 12,5 milhões em receita. No total, 1,4 milhão de unidades do DVD foram vendidas nos Estados Unidos por US$ 21,1 milhões além de mais US$ 25 milhões em todo o mundo. Com as vendas do Blu-ray, o filme também arrecadou US$ 1,6 milhão nos Estados Unidos e um total de US$ 2,6 milhões em todo o mundo. O valor bruto estimado para vendas domésticas globais de home video do filme é de US$ 27,6 milhões.

### Televisão brasileira
O filme estreou na televisão aberta brasileira no dia 1º de outubro de 2012 na sessão de filmes Tela Quente da Rede Globo.

## Precisão científica
Sobre a base científica do filme, o diretor Alex Proyas disse em entrevista coletiva: "A ciência era importante. Eu queria tornar o filme confiável. Então é claro que pesquisamos o máximo que pudemos e tentamos dar-lhe o máximo de autenticidade possível".
No entanto, vários escritores criticaram o tratamento dado à ciência no filme. Ian O'Neill, do Discovery News, criticou o enredo da explosão solar do filme, afirmando que até mesmo as erupções solares mais poderosas jamais conseguiriam devastar as cidades da Terra. Erin McCarthy, comentarista da Popular Mechanics, chama a atenção para a confusão do filme sobre numerologia, o estudo do ocultismo de como números como datas de nascimento influenciam os assuntos humanos, com a capacidade da ciência de descrever o mundo matematicamente para fazer previsões sobre coisas como o clima ou criar tecnologia como telefones celulares. Steve Biodrowski do Cinefantastique refere-se à abordagem do filme como decepcionantemente "pseudocientífica"; ele escreve: "Cage interpreta um astrônomo, e suas discussões com um colega sugerem que o filme pode realmente lidar com a questão de prever o futuro, talvez até oferecer uma teoria plausível. Infelizmente, esta abordagem é abandonada enquanto Koestler persegue os desastres, e o filme eventualmente adota uma abordagem mística".
Questionado sobre sua pesquisa para o papel, Nicolas Cage afirmou: “Cresci com um professor, então essa foi toda a pesquisa que sempre precisei”. Seu pai, August Coppola, era professor de literatura comparada na Universidade Estadual da Califórnia. Coppola veio a falecer meses depois do lançamento do filme, em outubro de 2009.